# Пирейские статуи

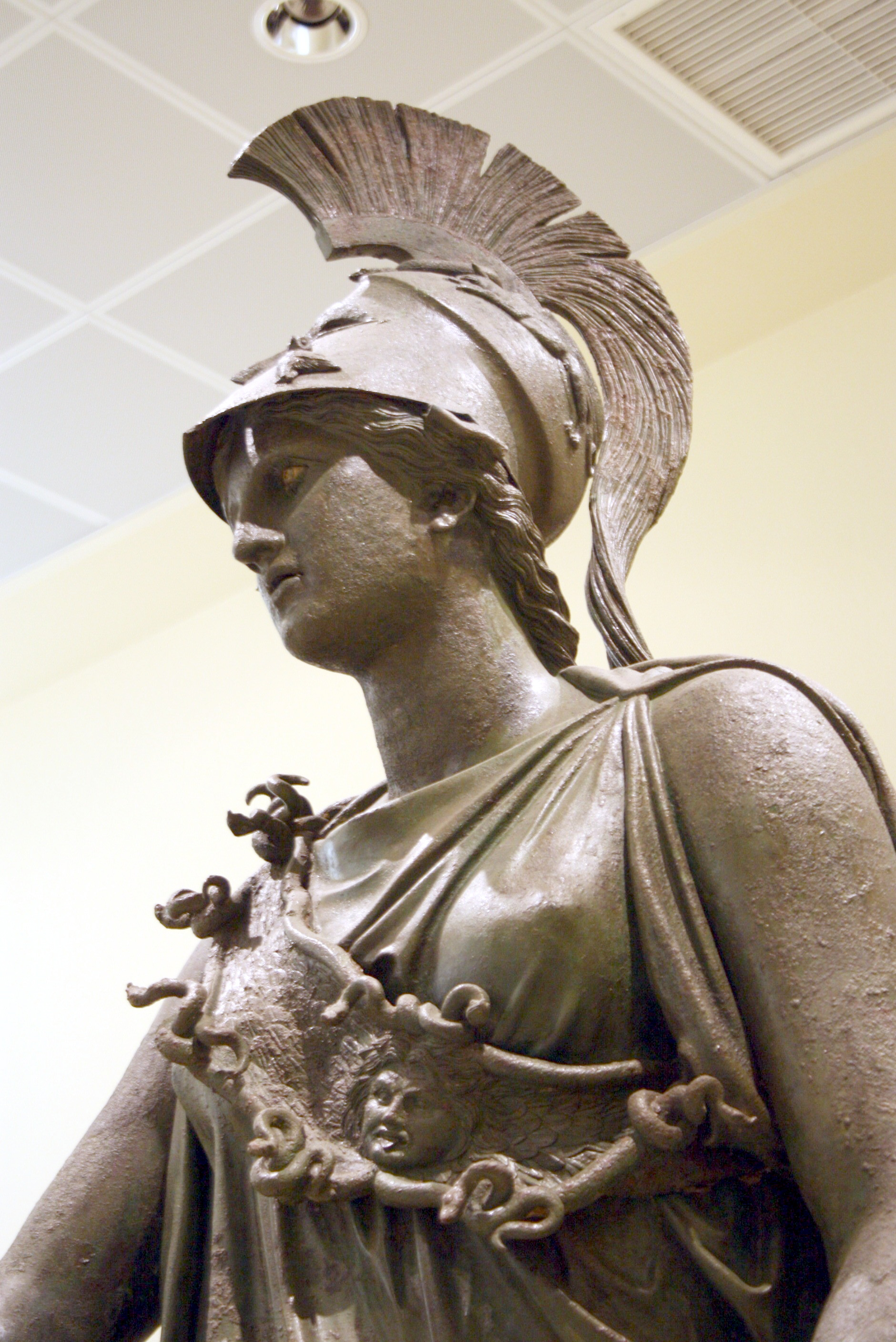
Статуя Афины

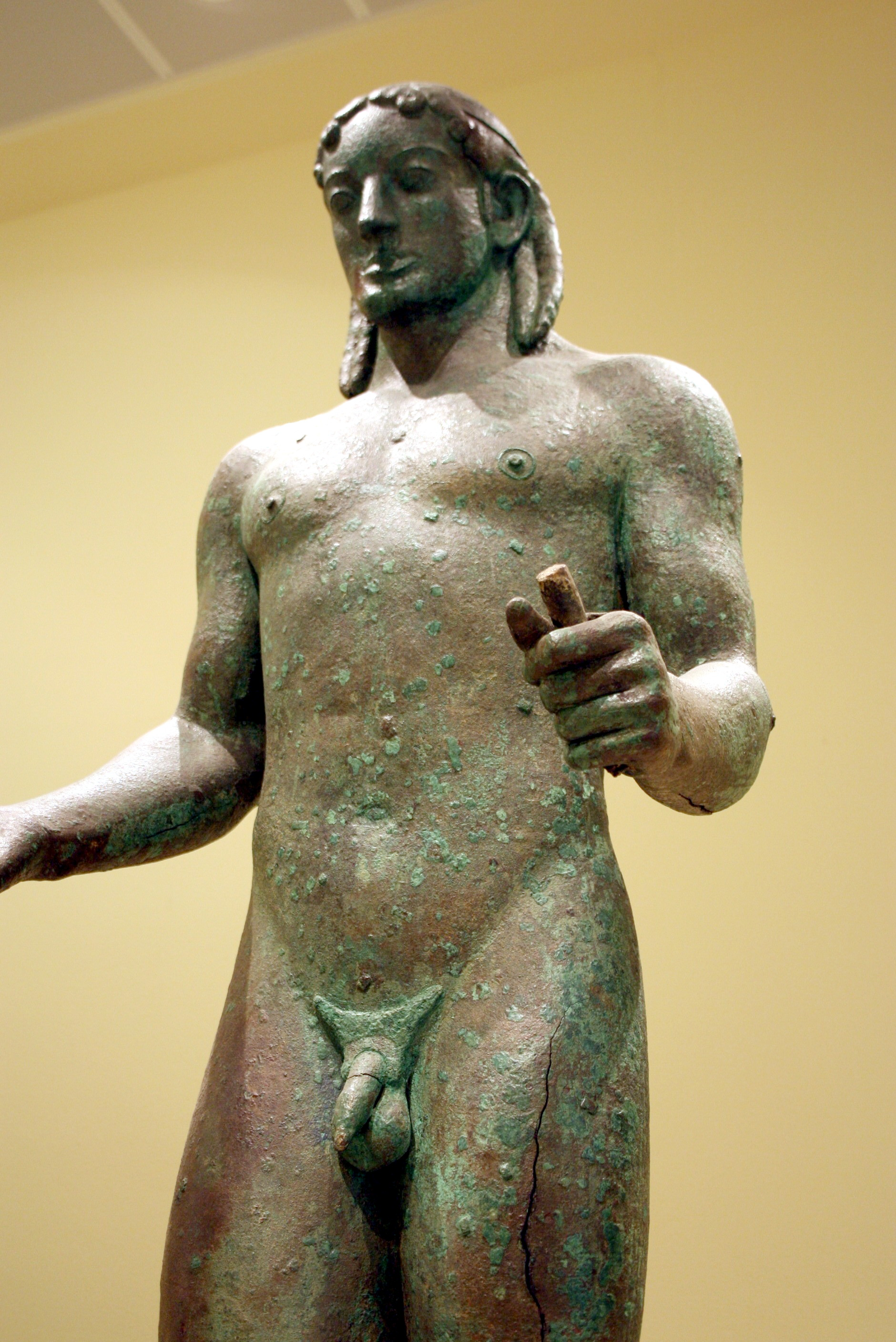
Курос («Аполлон»)

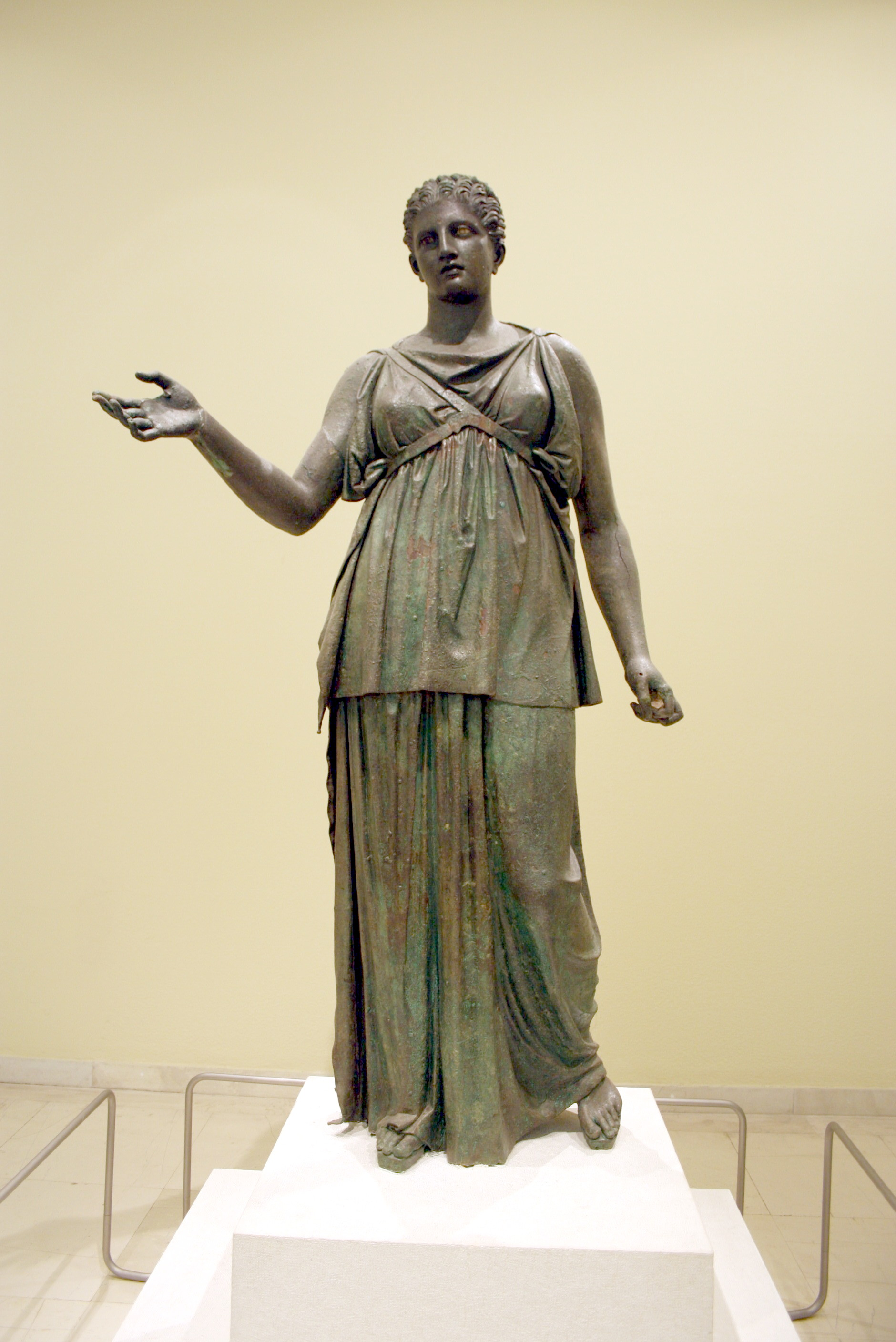
«Первая» Артемида

Пирейские статуи — античные статуи, обнаруженные в греческом порту Пирей в июле 1959 года на углу улиц Филона и Георга при замене асфальтового покрытия после ремонта канализации. Являются одной из самых ценных археологических находок второй половины XX века, поскольку других образцов оригинальной греческой скульптуры, в том числе бронзовой, за немногими исключениями практически не сохранилось — она известна нам лишь по римским копиям.

## История находки
Статуи были найдены на глубине 1,5 м около церкви Святой Троицы, там, где в настоящее время разбит небольшой парк.
…ушедший вниз грунт открыл две зелёные руки, поднявшиеся к афинскому небу. Страх, ужас, мистическое благоговение обуяло не только рабочих, но и прибывших на место полицейских.
Строительные работы были остановлены и начались раскопки. Руководитель Греческой археологической службы профессор Иоаннис Пападимитриу был поражён тем, что все найденные статуи относились к разным историческим периодам. Статуи лежали на мозаичном полу и были покрыты чёрной грязью, смешанной с пеплом и разбитой черепицей, что позволило предположить, что они оказались похоронены под развалинами сгоревшего здания.
Предполагают, что это был склад, который служил местом сокрытия ценностей от римлян, которые завоевали Грецию и вывозили с её территории все художественные ценности. Склад, где скульптуры были спрятаны, сгорел (предположительно ок. 86 г. до н. э.), и поэтому скульптуры сочли уничтоженными и не стали разыскивать. Либо же скульптуры вытаскивать и устанавливать на прежние места не стали из страха перед грядущими реквизициями. (Точно в таких же условиях была найдена другая из считанных греческих бронз — «Дельфийский возничий», которого закопали около храма).
Датировка пожара устанавливается по найденной в слое монете, относящейся к 87-86 гг. до н. э. Известно, что в 86 г. римский диктатор Сулла захватил и разграбил Афины, отослав в Рим тысячи художественных произведений из всех уголков Греции. Археолог Эфтимиос Мастрокостас, также участвовавший в первоначальных раскопках, предложил другую, более правдоподобную, версию — статуи могли быть частью добычи Суллы и находиться на складе в ожидании погрузки на корабль в тот момент, когда здание сгорело. После пожара развалины внимательно изучать не стали, и добыча римлян оказалась потерянной на два тысячелетия.
Откуда ведут своё происхождение статуи, также неизвестно, согласно одной из версий — с Делоса.

### Список статуй
Находки включают 4 крупноразмерные бронзовые статуи и более мелкие находки.
1. архаизированная фигура куроса, 520 г. до н. э. (самая старая из находок). Двухметровая скульптура с остатками лука в одной руке и предмета типа чаши для приношений в другой. Предположительно т. н. героизированный образ победителя национальных состязаний, или же бог, благодаря чему получил название «Аполлон Пирейский». Высота 1,91 м.
2. бронзовая статуя Афины, высотой 2,35 м. Богиня с опущенной левой рукой (для щита или копья) и протянутой вперёд правой (для статуэтки Ники). Специалисты относят её к IV в. до н. э. и предполагают, что именно она находилась в Пирейском храме вместе со статуей Зевса-Громовержца, описанной Павсанием, которая была создана Кефисодотом (отцом Праксителя).
3. «Большая» статуя Артемиды. IV в. до н. э.(?), 1,94 м. Атрибутируется Эуфранору
4. бронзовая девушка («маленькая Артемида») работы неизвестного мастера круга Алкмена, 1,55 м.
5. мраморная статуэтка женщины, тип Артемиды Kindyas, местночтимой богини города Киндие в Карии.
6. большая маска трагического актёра, высота 0,45 м.
7. две мраморные гермы, с головой бородатого Гермеса, тип Алкаменида, обе высотой 1,43 м.
8. два бронзовых щита (фрагментированы), один из них без изображения, второй с колесницами.

## Местонахождение
В настоящий момент статуи находятся в Археологическом музее Пирея, куда они были перемещены из Национального археологического музея в Афинах в 1982 году по требованию местных властей.